# 白石稔
白石稔（日语：／ Shiraishi Minoru，1978年10月18日—），日本男性聲優。愛媛縣四国中央市（舊川之江市）出身。曾屬I'm enterprise，現為GadgetLink所屬。血型為AB型。

## 簡歷
- 演劇集團Players中的成員。
- 飾演《涼宮春日的憂鬱》中的谷口，受到注目。在劇中的台詞[1]（忘忘忘忘了東西～）一度成為谷口的名言。
- 《幸運☆星》電視動畫版中飾演參考本人而設計的角色（白石稔）[2]。在劇中第二話的「幸運頻道（Lucky Channel）」出現了以上台詞而造成轟動。
- 2011年11月14日在個人部落格上發表其結婚的喜訊。
- 2012年9月16日，長男誕生。
- 2015年2月29日在個人部落格上說自己右臉顏面神經麻痺無法動彈，會一邊治療一邊工作。
- 2016年10月31日，長女誕生。

## 演出作品
※粗體字表示說明飾演的主要角色。

### 電視動畫
2003年
- 天使怪盜（冴原剛）
- 鼻毛真拳（スパーラビット、チクワン）

2004年
- 戰區88（接線員）
- 女孩萬歲（章魚燒店的學生）
- Keroro軍曹（演出家）
- 蒼穹之戰神（近藤劍司）
- 怪醫黑傑克（男子學生）
- 冒險王比特（副官）

2005年
- SHUFFLE!（中林末）
- 魔法老師（瀨流彥先生）

2006年
- 地獄少女 二籠（吉崎カズキ）
- 涼宮春日的憂鬱（谷口）
- 飛天小女警Z（雑草怪物）
- 真仙魔大戰（甲伊賀流助/）
- 名偵探柯南（良太）

2007年
- 校園烏托邦 學美向前衝！（若青年）
- CLANNAD（男學生、親衛隊、電視聲）
- 鬼面騎士（警官）
- ぽてまよ（関とまりの父）
- 幸運☆星（白石稔（同名樣本角色）、其他男性角色）

2008年
- 地獄少女三鼎（鷲津貴輝）
- 食靈 ―零―（櫻庭一騎/貳村劍輔）

2009年
- 仰望天空的少女瞳中的世界（古里多利）
- 咲-Saki-（縣級預選大會實況廣播、副會長）
- Princess Lover!（根津晴彥）

2010年
- 神隱之狼（小笠原宗義）
- 妄想學生會（柳本健二）
- キディ・ガーランド（ミストラル）
- K-ON！！輕音部（23集當中飲食節目主持人）

2011年
- 日常（阪本先生）
- Steins;Gate（4℃）
- 境界线上的地平线（御廣敷·銀二）
- Fractale（ゴーワン）
- 变态生理研讨会（田口 Yesterday）
- 未來日記（高坂王子）

2012年
- 足球騎士（中塚公太）
- 境界線上的地平線II（御廣敷·銀二）
- 名侦探柯南（矢部慶 #663）
- 蜡笔小新（男性C）

2013年
- 蠟筆小新（平均一）
- 戀曲寫真（中川行太）
- 果然我的青春戀愛喜劇搞錯了。（大岡）

2014年
- 妄想學生會＊（柳本健二）
- BUDDY COMPLEX（荻坂三郎太）
- 咲-Saki- 全國篇（內木一太）
- 鄰座同學是怪咖（宇澤明康）
- 名偵探柯南（右田利彥）※第726話「幸福簡訊會招來不幸」
- 東京ESP（米良山）

2015年
- 新哆啦A夢（青年A）
- 果然我的青春戀愛喜劇搞錯了。續（大岡）
- 小長門有希的消失（谷口）
- 我家有個魚乾妹（旁白）
- 名侦探柯南（#791 染谷龙太）

2017年
- 辣妹與我的第一次（小早川稔、善良純一）
- 地獄少女 宵伽（武者）
- 新哆啦A夢（宇宙探險雙六的聲音）
- 夢幻慶典R（白石稔）
- 碧藍幻想 The Animation (羅艾因)

2018年
- 怪獸娘～奧特怪獸擬人化計劃～（旁白、館內放送）
- 甜心戰士 Universe（阿爾方努[3]）
- 哆啦A夢（基德）
- 名侦探柯南（西山大树）

2019年
- 笑容的代價 (布雷克·博耶)
- 平凡職業造就世界最強（檜山大介）
- BORUTO-火影新世代-NARUTO NEXT GENERATIONS- (唐鋤)
- 非洲的動物上班族 (魔克拉姆邊貝、白熊職員、鯊魚)

2020年
- A3!（通行人）
- 〈Infinite Dendrogram〉-無盡連鎖-（狄奧多·林多斯）
- 我立於百萬生命之上（ヘム）
- 光之戰記 -ZUERST-（ジェイド）

2021年
- 王者天下3（休曼）
- 月與萊卡與吸血公主（尤斯汀）

2022年
- 平凡職業造就世界最強 2nd season（檜山大介）
- 名偵探柯南（白石和也）
- 骸骨騎士大人異世界冒險中（賽特利昂[4]）
- 黑之召喚士（塔布拉）
- 幕末替身傳說（古高俊太郎）

2023年
- 真·進化果實～不知不覺踏上勝利的人生～（阿格諾斯·帕西昂[5]）
- 名偵探柯南（角田康夫）
- 全力兔（總長[6]）

2024年
- 小酒館Basue（那位先生、警察官、家暴男）
- 平凡職業造就世界最強 season 3（拜亞斯[7]）

2025年
- Summer Pockets（鳴瀨小鳩[8]）
- 全力兔（第2期）（總長[9]）

### 劇場版動畫
2009年
- 天上人與亞克託人最後的戰鬥（古里多利）

2010年
- 破刃之劍（奈爾·史特萊茲）
- 涼宮春日的消失（谷口）

2014年
- 新劇場版頭文字D INITIAL D THE NEW MOVIE（武內樹）

2017年
- 劇場版 妄想學生會（柳本健二）

### 遊戲
- エースコンバット・ゼロ ザ・ベルカン・ウォー（ベルカ兵）
- 機動戰士高達戰記 Lost War Chronicles（アニッシュ・ロフマン）
- 機動戦士ガンダム0083カードビルダー（アニッシュ・ロフマン）
- 涼宮春日的約束（谷口）
- 蒼穹之戰神（近藤劍司）
- 帝国千戦記（奴隷商人）
- 天使怪盜（冴原剛）
- テイルズオブリバース（ハック）
- テイルズオブジアビス（ハイマン）
- ファイナルファンタジーXII（帝国兵）
- ブルーフロウ（ジェリド＝ツァーリ）
- らき☆すたの森（白石）
- Parse Rorunpe 空舞魔導陣（Kiror Asnu）
- 文豪與鍊金術師（正岡子規）
- 刺客教條：奧德賽（阿摩基斯）

### 外語配音

#### 電視影集
- プロビデンス（カルロス）

### 廣播節目
- 幸運頻道（Lucky Channel）（關西電台、ランティスウェブラジオ）
- 幸運頻道（Lucky Channel）-陵桜学園放課後的桌子-（關西電台、ランティスウェブラジオ：2007年10月5日－12月28日）
- 「食零 -零-」超自然災害廣播對策室

### CD
- 涼宮春日的憂鬱 廣播劇CD サウンドアラウンド（谷口）
- 曖昧ネットだーりん（白石みのる）
- もってけ!セーラーふくRe-Mix001～7 burning Remixers～（白石みのる）
- TVアニメ『らき☆すた』後半エンディングテーマ集 白石みのるの男のララバイ
- らき☆すた ミュージックフェア 白石みのる(白石稔)-えみりんのテーマ、白石みのる(白石稔)-みんなと一緒
- らき☆すた ミュージックフェア 有頂天がとまらない (小神あきらと白石みのる)
- 涼宮春日的憂鬱 新角色CD Vol.7 谷口（谷口）
- 个人出道MiniAlbum《出しちゃいました。》

### BLCD
- 帝国千戦記（奴隷商人）

### 樂曲提供
- 水上麻衣（富樫美鈴）－（作詞、作曲）

## 外部連結
- GadgetLink公式官網的聲優簡介 （页面存档备份，存于） （日語）
- （日語）－白石稔的官方個人部落格。
- （日語）－白石稔的官方個人部落格。
- （日語）－白石稔的官方個人部落格。
- 白石稔的X（前Twitter） （日語）
- （日語）